# Vaal stamgastje
Het vaal stamgastje (Denisia stipella) is een vlinder uit de familie van de sikkelmotten (Oecophoridae). De wetenschappelijke naam is gepubliceerd in 1758 door Linnaeus in de tiende editie van Systema naturae.
De soort komt voor in Europa.